# Stephanie Gaumnitz
Stephanie Gaumnitz (nacida como Stephanie Pohl, Cottbus, 21 de octubre de 1987) es una deportista alemana que compite en ciclismo en las modalidades de pista, especialista en la prueba de puntuación, y ruta, perteneciendo al equipo Cervélo–Bigla desde el año 2016.
Ganó dos medallas en el Campeonato Mundial de Ciclismo en Pista, oro en 2015 y plata en 2015, y dos medallas en el Campeonato Europeo de Ciclismo en Pista, oro en 2012 y bronce en 2015.
En carretera obtuvo una medalla de bronce en el Campeonato Mundial de Ciclismo en Ruta de 2016, en la prueba de contrarreloj por equipos.
Participó en los Juegos Olímpicos de Río de Janeiro 2016, ocupando el noveno lugar en la prueba de persecución por equipos.

## Medallero internacional

### Ciclismo en pista
| Campeonato Mundial | Campeonato Mundial      | Campeonato Mundial | Campeonato Mundial |
| Año                | Lugar                   | Medalla            | Competición        |
| ------------------ | ----------------------- | ------------------ | ------------------ |
| 2014               | Cali (Colombia)         | Medalla de plata   | Puntuación         |
| 2015               | Saint-Quentin (Francia) | Medalla de oro     | Puntuación         |
| Campeonato Europeo |                         |                    |                    |
| Año                | Lugar                   | Medalla            | Competición        |
| 2012               | Panevėžys (Lituania)    | Medalla de oro     | Puntuación         |
| 2015               | Grenchen (Suiza)        | Medalla de bronce  | Puntuación         |

### Ciclismo en ruta
| Campeonato Mundial | Campeonato Mundial | Campeonato Mundial | Campeonato Mundial       |
| Año                | Lugar              | Medalla            | Competición              |
| ------------------ | ------------------ | ------------------ | ------------------------ |
| 2016               | Doha (Catar)       | Medalla de bronce  | Contrarreloj por equipos |

## Palmarés en pista
2011
- Campeonato de Alemania en Puntuación
- Campeonato de Alemania en Persecución

2012
- Campeonato de Europa en Puntuación
- Campeonato de Alemania en Puntuación

2014
- Campeonato de Alemania en Puntuación
- Campeonato de Alemania en Persecución

2015
- Campeonato del Mundo en Puntuación

### Resultados en laCopa del Mundo en pista
- 2013-2014
  - 1.ª en la Clasificación general y a la prueba de Aguascalientes, en Puntuación

## Palmarés en ruta
2010
- 1 etapa de la Albstadt-Frauen-Etappenrennen

2017
- 3.ª en el Campeonato de Alemania Contrarreloj